# Гипотеза Чебышёва
Гипотеза Чебышёва (смещение Чебышёва) — теоретико-числовая гипотеза, выдвинутая Пафнутием Чебышёвым в 1853 году: доля простых чисел, дающих остаток 3 при делении на 4, незначительно, но устойчиво превышает долю простых чисел, дающих остаток 1 при делении на 4. Иначе говоря, для произвольно выбранного большого числа {\displaystyle X} суммарное количество простых чисел вида {\displaystyle 4k+3}, таких что {\displaystyle p<X}, будет с большой вероятностью больше суммарного количества простых чисел вида {\displaystyle 4k+1}
. Доказана только в предположении выполнения некоторой усиленной формы гипотезы Римана.
Если {\displaystyle \pi (x;a,b)} — число простых вида {\displaystyle ak+b}, не превышающих {\displaystyle x} (по аналогии с функцией распределения простых чисел), то в соответствии с теоремой о распределении простых чисел, распространённой на арифметическую прогрессию:
{\displaystyle \pi (x;4,1)\sim \pi (x;4,3)\sim {\frac {1}{2}}{\frac {x}{\log x}}}.
То есть первая половина простых чисел должна быть вида {\displaystyle 4k+1}, и другая — {\displaystyle 4k+3}. Может казаться, что случаи {\displaystyle \pi (x;4,1)>\pi (x;4,3)} и случаи {\displaystyle \pi (x;4,1)<\pi (x;4,3)} должны встречаться в 50 % всех исходов каждый; но это противоречит эмпирическим свидетельствам — последний случай справедлив для всех простых {\displaystyle x<26833}, кроме 5, 17, 41 и 461, для которых {\displaystyle \pi (x;4,1)=\pi (x;4,3)}.
В общем случае, если {\displaystyle a>0} и {\displaystyle b<q} — взаимно простые целые числа, {\displaystyle (a,q)=(b,q)=1}, где первое число {\displaystyle a} является квадратичным остатком, а второе число {\displaystyle b} не является квадратичным остатком по модулю {\displaystyle q}, тогда {\displaystyle \pi (x;q,a)<\pi (x;q,b)} по эмпирическим наблюдениям случается чаще, чем в противоположном случае. Общий случай также доказан в предположении справедливости сильной формы гипотезы Римана. Однако предположение 1962 года о том, что плотность простых чисел {\displaystyle x} для которых выполняется {\displaystyle \pi (x;4,1)<\pi (x;4,3)} равна 1, оказалось ложным: они имеют логарифмическую плотность, примерно равную 0,9959.